# Ria Baran
Ria Baran-Falk (Dortmund, 29 november 1922 – Düsseldorf, 12 november 1986) was een Duits kunstschaatsster. Tot 1951 waren Duitse kunstschaatsers uitgesloten van deelname aan internationale wedstrijden vanwege de Tweede Wereldoorlog. Baran nam tweemaal deel aan de Europese en wereldkampioenschappen paarrijden en won in alle gevallen de titel samen met haar man Paul Falk. Baran en Falk behaalden hun grootste overwinning door het winnen van olympisch goud in Oslo. Baran en Falk waren het eerste koppel wat gezamenlijk dubbele sprongen uitvoerden.

## Belangrijke resultaten
| Kampioenschap | 1951 | 1952 |
| ------------- | ---- | ---- |
| OS paren      |      | Goud |
| WK paren      | Goud | Goud |
| EK paren      | Goud | Goud |